# Евангелие от Марии
«Евангелие от Марии» — апокрифический текст, написанный в V веке на коптском языке, найденный в 1896 году, но впервые опубликованный лишь в 1955 году.
Данный текст появляется в Берлинском кодексе (рукописная книга Ахмима). Эта рукопись содержит отрывки трёх текстов: собственно «Евангелие от Марии» (Магдалины), «Апокриф Иоанна» и софию Иисуса Христа («Пистис София»). В манускрипте Евангелия от Марии, единственная версия которого была найдена именно в рукописи Ахмима, отсутствуют страницы с первой по шестую и с 11-й по 14-ю. Берлинский кодекс был куплен в Каире Карлом Райнхардтом.

## Содержание
По просьбе апостола Петра «Скажи нам слова Спасителя, которые ты вспоминаешь, которые знаешь ты, не мы, и которые мы и не слышали» Мария Магдалина рассказывает логии Иисуса Христа о душе, четырёх властях и семи формах. Андрей выражает сомнение в правдивости её слов: «Я не верю, что Спаситель это сказал. Ведь эти учения суть иные мысли». Пётр также сомневается, считая, что Спаситель не мог говорить с женщиной втайне от них. Мария расплакалась из-за недоверия к её словам. В её защиту встал Левий, сказав «если Спаситель счёл её достойной, кто же ты, чтобы отвергнуть её? Разумеется, Спаситель знал её очень хорошо. Вот почему он любил её больше нас» и предложив разойтись и проповедовать евангелие «облекшись совершенным человеком» «не ставя другого предела, ни другого закона, кроме того, что сказал Спаситель».